# 772

سنة 772 كانت سنة كبيسة تبدأ يوم الأربعاء (سوف يظهر الرابط التقويم الكامل للعام) حسب التقويم اليولياني، استخدمت الفئة 772 لهذا العام منذ أوائل العصور الوسطى، عندما أصبح عصر التقويم بعد الميلاد هو الأسلوب السائد في أوروبا لتسمية السنوات.

## أحداث
- معركة جنبي في شمال أفريقيا.
- الدولة الرستمية تقام في المغرب الأوسط.

## مواليد
- ابن أعين المصري، فقيه مالكي.